# Walyunga National Park
Walyunga National Park är en nationalpark i Australien.   Den ligger i delstaten Western Australia, i den västra delen av landet, 3 100 km väster om huvudstaden Canberra. Walyunga National Park ligger 72 meter över havet. Arean är 18,0 kvadratkilometer.
I omgivningarna runt Walyunga National Park växer huvudsakligen savannskog. Runt Walyunga National Park är det ganska tätbefolkat, med 75 invånare per kvadratkilometer.